# Никитин, Александр Степанович
Алекса́ндр Степа́нович Ники́тин (7 (19) августа 1809 — 10 (22) мая 1880) — русский архитектор, автор зданий Шереметьевского подворья и Тёплых торговых рядов в Москве. Один из учредителей Московского архитектурного общества и его председатель в 1869—1871 годах.

## Биография
Родился 7 (19) августа 1809 года.
В 1833 году окончил Императорскую Академию художеств (ИАХ) со званием классного художника архитектуры 1-й степени. В 1840 году получил звание академика архитектуры. С 1841 года служил младшим архитектором Комиссии для строений в Москве. В 1843 году был переведён в IV ОПСиПЗ. С 1847 (?) по 1865 годы являлся старшим архитектором Правления Московского округа. В 1863 году А. С. Никитин был удостоен звания почётного вольного общника ИАХ. В 1865 году стал одним из учредителей Московского Архитектурного Общества (МАО), а в 1869—1871 годах являлся его Председателем.
Умер 10 (22) мая 1880 года. был похоронен на кладбище Алексеевского женского монастыря.

## Постройки
- Перестройка здания Императорского Петровского театра (1843, Москва, Театральная площадь)[4];
- Строительство Николаевского вокзала по проекту К. А. Тона (1844—1851, Москва[5])
- Церковь Успения Пресвятой Богородицы, что на Успенском вражке (1857, Москва, Газетный переулок, 15)[6];
- Шереметьевское подворье (1862, Москва, Никольская улица, 10);
- Корпус женского Мещанского училища (1863, Москва, Ленинский проспект, 6, во дворе);
- Тёплые торговые ряды (1864—1870, Москва, Улица Ильинка, 3). Разрушены в 2007 году фирмой «Интеко», возглавляемой женой мэра Москвы Ю. М. Лужкова Еленой Батуриной, которая предполагала построить на месте комплекса отель[7];
- Церковь Жен Мироносиц в Серпухове (новая) (1869—1882, Серпухов, 2-я Московская улица), перестроена Р. И. Клейном; не сохранилась[8];
- Участие в проектировании временных павильонов Политехнической выставки в Александровском саду (1872, Москва), не сохранились.

Как член старшего архитектора Правления IV округа путей сообщения и публичных зданий, рассматривал разные проекты и свидетельствовал  работы, произведенные в городе Москве как по казённым, так и по частным постройкам, зависящим от ведомства путей сообщения; имел главный и непосредственный надзор над возведением здания для таможни и пакгаузов; наблюдал за постройкой пассажирской станции (Ленинградского вокзала), локомотивного здания, мастерских, водоподъёмного здания и прочих зданий при железной дороге в городе Москве; производил разные постройки и переделки в зданиях, принадлежащих театральному ведомству. По частным поручениям составил проекты и возводил с основания новые каменные здания: а) трёхэтажный дом для генерала от артиллерии А. П. Ермолова на Большой Дмитровке, с обширной библиотекой; б) четырёхэтажный дом с магазинами в нижнем этаже для коммерции советника А. Л. Торлецкого на Кузнецком мосту; с) трёхэтажный дом для него же близ Красных ворот (гостиница «Петербург»); д) производил разные капитальные переделки, перестройки и новые пристройки в другом доме его же, А. Л. Торлецкого, также на Кузнецком мосту; е) составил проект загородного дома А. П. Верстовского близ Химок, по которому и произвёл уже работы.